# Кузнецов, Александр Сергеевич (лыжник)
Александр Сергеевич Кузнецов (8 мая 1982) — российский лыжник, чемпион России, чемпион всемирной Универсиады. Мастер спорта России международного класса (2003).

## Биография
Представлял Ханты-Мансийский автономный округ (г. Сургут).
В 2003 году стал победителем в эстафете на всемирной Универсиаде в Италии, за что ему присвоено звание мастера спорта международного класса. На Универсиаде 2007 года стал двукратным серебряным призёром гонке на 10 км и дуатлоне, а также бронзовым призёром в эстафете.
На уровне чемпионата России неоднократно становился победителем и призёром, в том числе чемпион в гонке на 15 км (2006, 2009), чемпион в эстафете (2011), серебряный призёр в эстафете (2012, 2013), бронзовый призёр в гонке на 15 км (2008, 2013). Победитель и призёр этапов Кубка России.
Участвовал в гонках Кубка мира, лучший результат — пятое место на этапе в Отепя в сезоне 2009/10.
Окончил Сургутский государственный университет, факультет физической культуры. С 2013 года — на тренерской работе в Ханты-Мансийске, затем в сургутской ДЮСШ «Кедр». Также занимается судейством соревнований.